# Ульрих фон Эберсберг

Ульрих фон Эберсберг (также Одальрик и Удальрих; нем. Udalrich von Ebersberg; умер 11 марта 1029) — маркграф Крайны с 1011 года из рода Зигхардингеров.

## Биография

### Правление
Родился ок. 965/969 года. Сын Адальберона I, графа фон Эберсберг, и его жены Луитгарды (фон Диллинген?). Брат святой Хадемунды.
Фогт Обермюнстера (990 год) и Тегернзе (1004/1009 год), маркграф Крайны (1011 год).
Умер 11 марта 1029 года, похоронен в замке Эберсберг.

### Семья
От жены, Рихардис фон Фибах, дочери Маркварда II, графа фон Фибах (Эппенштайнер), у Удальриха было 6 детей:
- Эберхард II (ум. 24 июля 1041/1044), маркграф Крайны
- Адальберон II (ум. 27 мая 1045), граф Эберсберга
- Тута (ум. 1048 или позже), жена Зигхарда VII, графа в Кимгау
- Виллибурга (ум. после 1056), жена Верианда, графа Истрии и Фриуля
- Берта
- не известная по имени дочь.

Также у Удальриха была незаконнорождённая дочь Ротруда (муж — Эберхард).